# Гонсалес, Эдит
Эди́т Гонса́лес Фуэ́нтес (исп. Edith González Fuentes; 10 декабря 1964, Мехико, Мексика — 13 июня 2019, там же) — мексиканская актриса

, танцовщица

 и модель.

## Биография
Родилась 10 декабря 1964 года в Мехико в дружной, крепкой, гостеприимной и весёлой семье, с ними жила бабушка Эсперанс и её родной брат. Она была всеобщей любимицей в семье. Когда в квартиру приходили гости, она им читала стихи и пела. Родители устраивали для своей любимой дочери импровизированные концерты и спектакли, которые имели успех, и родители старались развивать дальше драматические таланты своей дочери. Её старший брат водил пятилетнюю сестру на демонстрации и забастовки. В один прекрасный день брат с друзья и Эдит отправились на съёмки телепередачи «Всегда в воскресенье» с Раулем Веласко. Там пятилетнюю Эдит заметили продюсеры и пригласили в кино. Так, в 1969 году она дебютировала в мексиканском кинематографе. После съёмок в телесериале «Богатые тоже плачут» о ней узнал весь мир, и в школе, где она учились, была избрана старостой и первой девочкой в классе. В России стала известна благодаря участию в некогда популярных телесериалах «Богатые тоже плачут» (1979), «Дикая Роза» (1987), «Золотая клетка» (1997) и «Страсти по Саломее» (2001-2002).

### Жизнь вне кинематографа

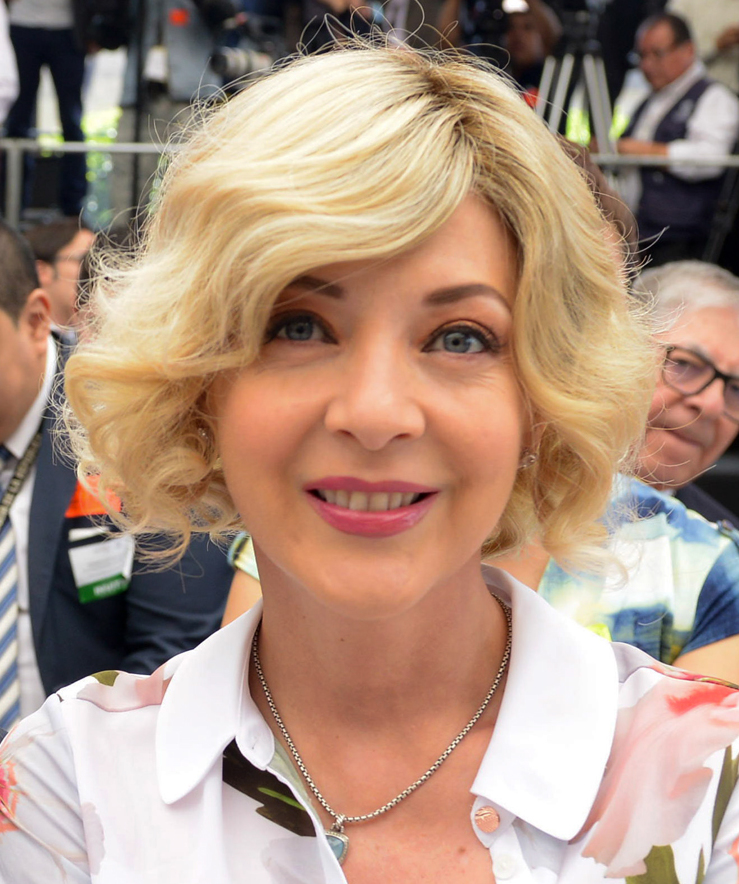
Гонсалес в сентябре 2018 года

Несмотря на загруженность, она умела ценить тепло и уют домашнего очага. Она не только преуспевала в области кинематографа, но также играла в театре главные роли. Спектакль с её участием «Авантюристка» был известным спектаклем в 1990-е годы и несколько лет подряд был в репертуаре. Она как порядочная женщина избегала дискотек и шумных вечеринок, но обожала путешествовать по всему миру вплоть до обнаружения своей неизлечимой болезни. Жила и работала в Мехико в прекрасном особняке, который расположен в центре города и построен ещё в начале 1700-х годов. Она с каждым годом обновляла свой особняк — выбирала предметы декора, мебель, картины и антиквариат. В качестве путешественницы побывала во многих странах мира и всегда, где бы ни бывала, обожала покупать сувениры на память (в Италии — декоративную вазу из хрусталя, в Турции — новейшие энергосберегающие лампы, которые только-только появились в продаже). Она являлась не только актрисой, путешественницей, но и была высококлассным кулинаром, которая любила вкусно готовить — одним из её любимых блюд являлись энчиладас.

### Болезнь и смерть
В 2016 году диагностировали рак яичников IV стадии. Ей была проведена операция по удалению яичников, матки и лимфатических узлов. В 2017 году наступила ремиссия, но в 2019 году болезнь вернулась.
Скончалась 13 июня 2019 года в Мехико после трёх лет борьбы с раком. Похоронена на кладбище Пантеон, где покоятся видные мексиканские деятели. Её смерть осветили многие зарубежные СМИ, включая русскоязычные.

## Личная жизнь
17 августа 2004 года родила дочь Констансу (исп. Constanza Creel González) от политика Сантьяго Крила (исп. Satniago Creel).
24 сентября 2010 года вышла замуж за Лоренсо Ласо Маргаина (исп. Lorenzo Lazo Margáin).

## Сериалы
- 1976 — Цыган
- 1976 — Король обезьян
- 1977 — Циклон
- 1979 — Богатые тоже плачут — Марисабель Сальватьерра
- 1981 — Соледад — Луиса Санчес Фуэнтес
- 1985 — Бьянка Видаль) — Бьянка Видаль
- 1986 — Настоящие мучения — Ана Роса
- 1987 — Дикая Роза — первая (из двух) исполнительница роли Леонеллы Вильяреаль
- 1993 — Дикое сердце — Моника
- 1996 — Тень другого — Лорна Мадригаль
- 1997 — Золотая клетка[исп.] — Ариана Вальтиерра / Каролина
- 1999 — Я тебя никогда не забуду — Эсперанса
- 2001 — Страсти по Саломее — Фернанда Лавалье (Саломея)
- 2004 — Бесчувственная — Мариса Сантибаньес
- 2006 — Жестокий мир — Хоселин де Сервантес-Браво
- 2008—2009 — Донья Барбара — Барбара
- 2009—2010 — Камалеоны  — Франсиска Кампос
- 2011 — Красное небо — Альма